# Estación de Hontoria
Hontoria es una estación de ferrocarril situada en la localidad española de Hontoria, parte municipio de Segovia, en la provincia homónima. La estación, pertenece a la línea Villalba-Segovia, en la actualidad carece de servicio de viajeros.

## Situación ferroviaria
La estación pertenece a la línea férrea de ancho ibérico Villalba-Segovia, situada en su punto kilométrico 59,4. Se halla entre las estaciones de La Losa-Navas de Riofrío y Segovia. El tramo es de vía única y está electrificado.

## Historia
La línea fue puesta en funcionamiento el 1 de julio de 1888 con la apertura del tramo Villalba-Segovia de la línea Villalba-Segovia-Medina del Campo. El apeadero de Hontoria fue construido posteriormente, en 1950, por la demanda de la población de la localidad, entonces municipio independiente. La compañía Norte, constructora de la línea, no tenía especial interés en este trazado dado que ya contaba con la línea Madrid-Hendaya que hacía un recorrido similar alcanzando Medina del Campo vía Ávila. Aun así, motivos estratégicos la llevaron a hacerse con la misma para evitar que algún competidor pudiera aprovechar que la conexión por Segovia era la más corta para alcanzar Madrid desde Valladolid, León o Asturias. En 1928 se elaboró el proyecto de electrificación de la línea, pero debido a la Guerra Civil no se puso en marcha hasta 1946, cuando los viejos vagones de madera fueron renovados. Norte mantuvo la gestión de la estación hasta la nacionalización del ferrocarril en España y la creación de RENFE en 1941. 
Desde el 31 de diciembre de 2004 Renfe Operadora explota la línea mientras que Adif es la titular de las instalaciones ferroviarias. 
La infraestructura rápidamente quedaría relegada a almacén sin servicio de pasajeros, aunque por las vías circulan con normalidad trenes de la línea 53 de Media Distancia con servicios Regionales cadenciados gestionados por Renfe Media Distancia que dan continuidad a la línea ferroviaria desde Cercedilla hasta Segovia, enlazando con la línea C-8 de Cercanías Madrid. Pese a su abandonado estado en ruinas, conserva la clasificación catastral de almacén.

## Futuro
Está prevista la creación de un puerto seco y un centro logístico en Hontoria a la par del desarrollo del polígono industrial Prado del Hoyo, aumentando así el área industrial de la localidad y volviendo a contar con parada habitual de trenes.